# Poolse mark
De Poolse mark (marka polska) was tussen 1917 en 1924 de munteenheid van Polen. Ze werd geïntroduceerd door de Centrale mogendheden in het Russische deel van Polen toen zij dit bezetten. Al snel na onafhankelijkheid besloot de Poolse regering de zloty opnieuw in te voeren zodra dit kon. Na een naoorlogse hyperinflatie vergelijkbaar met die in onder andere Duitsland gebeurde dit dan ook.

## De mark tijdens de oorlog (1917-1918)

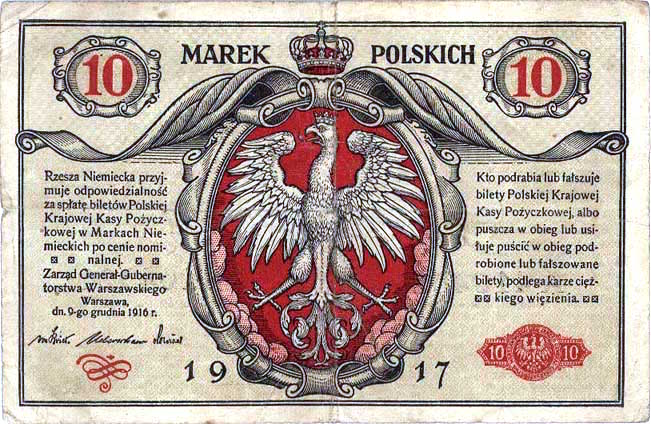
10 markbiljet uit 1917

In 1915 slaagden de centrale mogendheden erin het Russische leger terug te dringen en het hele congreskoninkrijk te bezetten. Door deze bezetting circuleerden er vier munteenheden: de Russische roebel, Duitse mark, Duitse bezettingsmark (oost) en de Oostenrijk-Hongaarse kroon. Op 9 december 1916 besloot de Duitse gouverneur-generaal na overleg met de Oostenrijkse tot de oprichting van een nieuwe bank “De leenbank van het Poolse land” (Polska Krajowa Kasa Pożyczkowa). Ook werd er die dag besloten tot het creëren van een nieuwe [munteenheid] voor het land. Dit werd de Poolse mark, bestaande uit 100 fenigów. Deze was in feite gelijk aan de Duitse mark (ruilvoet 1:1). De stabiliteit van de Poolse mark werd door de Duitse Reichsbank tot 1 miljard mark gegarandeerd.
Er werden munten geslagen (in Stuttgart) en bankbiljetten gedrukt, die vanaf 16 februari 1917 in omloop werden gebracht. Het ging om munten van 1, 5, 10 en 20 fenigów en biljetten van ½, 1, 2, 5, 10, 20, 50, 100, 500 en 1000 mark.

## Naoorlogse jaren (1918-1922)
Aan het einde van de oorlog was er 880 miljoen mark in omloop. De nieuwe Poolse regering nam de leenbank over en besloot de mark voorlopig als munteenheid aan te houden en deze tevens los te koppelen van de Duitse mark. Reeds in februari 1919 werd er echter al aangekondigd dat de zloty in de toekomst de mark zou gaan vervangen. De zloty was immers al sinds het einde van de 15de eeuw tot 1850 de munteenheid van het land geweest, en was daarmee een nationaal symbool geworden waar veel waarde aan gehecht werd.
In 1919 worden er toch nieuwe bankbiljetten in omloop gebracht, ditmaal met Poolse historische motieven. Het ging om biljetten van 5, 10, 20, 100 en 1000 mark. Een zilveren munt van 50 mark werd gepland, maar nooit geslagen vanwege de grote inflatie.

## Hyperinflatie (1922-1924)
Al snel na onafhankelijkheid raakte Polen verwikkeld in een aantal grensoorlogen. Het aangaan van aanzienlijke schulden was de enige manier waarop men dacht deze te kunnen betalen. Het financieringstekort werd bovendien ‘opgelost’ door nieuw geld te drukken. Dit had tot gevolg dat  de hoeveelheid geld in omloop zeer snel steeg en de koers van de Poolse mark bijna even hard daalde. In het midden van 1923 sloeg inflatie om in hyperinflatie. 
De prijs van 1US$ (in Poolse mark)

1919..........................90

1921..........................6000

Mei 1923......................52.000

Juli 1923.....................140.000

Begin november 1923.....2.000.000

Eind november 1923......5.000.000

Januari 1924............9.300.000

Op 20 januari 1924 wordt door besluit van de Sejm de nieuw opgerichte “Poolse Bank” de enige instelling die bankbiljetten in omloop mocht brengen. De Bank begon zijn activiteiten op 28 april 1924 en wisselde Poolse marken om tegen zloty’s tegen een koers van 1.800.000 mark voor 1 zloty. De zloty was paritair met de goudfrank (de Zwitserse frank). De nieuwe wisselkoers werd 5,18 zloty (of 9.324.000 mark) tegen 1 Amerikaanse dollar.